# Zbica
Zbica est une localité polonaise de la gmina de Świerczów, située dans le powiat de Namysłów en voïvodie d'Opole.